# Discographie de Lorie
 (octobre 2009).
Si vous disposez d'ouvrages ou d'articles de référence ou si vous connaissez des sites web de qualité traitant du thème abordé ici, merci de compléter l'article en donnant les références utiles à sa vérifiabilité et en les liant à la section « Notes et références ».
La discographie de la chanteuse française Lorie est constituée de 8 albums studio, 3 albums live, une compilation ainsi que 31 singles et 21 clips.

## Historique
En mai 2001, Lorie publie son 1er single, Près de moi. Celui-ci est un succès commercial et entraîne la sortie de son 1er album Près de toi porté par 2 nouveaux titres : Je serai (ta meilleure amie) et Toute seule.
Pour son 2e album, Tendrement, le succès est toujours au rendez-vous, représenté par les hits J'ai besoin d'amour et À 20 ans, ainsi que l'un des tubes de l'été 2003, Sur un air latino.
Au même moment, Lorie parcourt la France et plusieurs pays francophones pour interpréter ses titres sur scène lors de sa 1re tournée, le Live Tour 2003.
Ces 3 premières années sont pour Lorie une période à grand succès avec un condensé de tubes populaires à son actif. L'année 2004 marque un premier changement de style musical avec la sortie d'un 3e album, Attitudes, plus orienté pop rock. Le 1er single Week-end connaît le succès en France, Belgique et Suisse.
En 2005, après un Best of plus modérément accueilli, Lorie propose un 4e album aux sonorités très variées, allant du RnB au zouk, en passant par l'electro. L'album est un succès commercial. En 2007, Lorie enchaîne de nouveau avec un changement de style, mais plus radical cette fois, avec l’album 2lor en moi ? comprenant des titres orientés pop, dance et electro. Le lead-single, Je vais vite, est un succès en France et en Belgique.
L'année 2011 marque par son retour musical : le 26 août, elle sort son nouveau single, Dita, annonçant l'album Regarde-moi. Le disque marque un désir de maturité musicale de la part de Lorie mais est un échec commercial et le second extrait Une histoire sans faim voit sa promotion avortée. Non satisfaite du travail au niveau de la promotion de l'album et de l'implication de sa maison de disques, Lorie rompt son contrat. 2012 est synonyme de retour aux premiers amours pour la chanteuse qui revient sur le devant de la scène avec un album de reprise intitulé Danse, qu'elle qualifie de mélange entre Sur un air latino et La Positive attitude. L'album sort en exclusivité sur vente-privee.com le 8 octobre, avant de paraître dans les bacs le 29 octobre, mais passe lui aussi inaperçu.
Pour les 20 ans de carrière de Lorie, le magazine TéléStar annonce la sortie prochaine d'un neuvième album. L'E.P sort le 26 Janvier 2024 sur toutes les plateformes de téléchargement.
Au total, Lorie a vendu 8 millions de disques et réalisé 5 tournées totalisant plus d'un million de spectateurs.

## Albums

### Albums studio
|                                                                   | Titre                                                             | Détails de l'album | Meilleure position | Meilleure position | Meilleure position                     | Ventes                                                                            | Certifications |
| WAL                                                               | Titre                                                             | Détails de l'album | FRA                | SUI                |                                        | Ventes                                                                            | Certifications |
| Près de toi                                                       | - Sortie : 30 octobre 2001 - Label : Epic                         | 8                  | 2                  | 18                 | - France : 950 000 - Monde : 1 200 000 | - France : 3 × Platine - Belgique : Or - Suisse : Or - Canada : Platine           |                |
| Tendrement                                                        | - Sortie : 17 septembre 2002 - Label : Epic                       | 11                 | 1                  | 13                 | - France : 800 000 - Monde : 1 000 000 | - France : Platine - Belgique : Or - Suisse : Or - Canada : Or - Europe : Platine |                |
| Attitudes                                                         | - Sortie : 19 janvier 2004 - Label : Epic                         | 1                  | 1                  | 5                  | - France : 450 000 - Monde : 600 000   | - France : Platine - Belgique : Or - Suisse : Or                                  |                |
| Rester la même                                                    | - Sortie : 31 octobre 2005 - Label : Vogue                        | 7                  | 1                  | 36                 | - France : 340 000 - Monde : 400 000   | - France : Platine                                                                |                |
| 2lor en moi ?                                                     | - Sortie : 26 novembre 2007 - Label : Columbia                    | 23                 | 7                  | 56                 | - France : 88 000, - Monde : 100 000,  | - France : Or                                                                     |                |
| Regarde-moi                                                       | - Sortie : 21 novembre 2011 - Labels : Columbia, LMD2 Productions | 33                 | 54                 | —                  | - France : 10 000                      |                                                                                   |                |
| Danse[A]                                                          | - Sortie : 8 octobre 2012 - Label : LMD2 Productions              | 57                 | 62                 | —                  | - France : 5 000                       |                                                                                   |                |
| Les Choses de la vie                                              | - Sortie : 17 novembre 2017 - Label : LMD2 Productions            | 114                | 39                 | —                  | - France : 5 000                       |                                                                                   |                |
| « — » indique que l'album n'est pas sorti ou classé dans le pays. |                                                                   |                    |                    |                    |                                        |                                                                                   |                |

### E.P
| Titre                                                             | Détails de l'album                                    | Meilleure position | Meilleure position | Meilleure position | Ventes | Certifications |
| Titre                                                             | Détails de l'album                                    | WAL                | FRA                | SUI                | Ventes | Certifications |
| ----------------------------------------------------------------- | ----------------------------------------------------- | ------------------ | ------------------ | ------------------ | ------ | -------------- |
| Hyper Lorie Vol.1                                                 | - Sortie : 26 Janvier 2024 - Label : LMD2 Productions |                    |                    |                    |        |                |
| Hyper Lorie Vol.2                                                 | - Sortie : 28 Juin 2024 - Label : LMD2 Productions    |                    |                    |                    |        |                |
| « — » indique que l'album n'est pas sorti ou classé dans le pays. |                                                       |                    |                    |                    |        |                |

### Albums live
|                                                                   | Titre                                      | Détails de l'album | Meilleure position | Meilleure position | Meilleure position | Ventes            | Certifications |
| WAL                                                               | Titre                                      | Détails de l'album | FRA                | SUI                |                    | Ventes            | Certifications |
| Live Tour 2003                                                    | - Sortie : 25 août 2003 - Label : Epic     | 11                 | 3                  | 39                 | 250 000            | - France : 2 × Or |                |
| Week-end Tour 2004                                                | - Sortie : 4 octobre 2004 - Label : Epic   | 5                  | 2                  | 69                 | 150 000            | - France : Or     |                |
| Live Tour 2006                                                    | - Sortie : 23 octobre 2006 - Label : Vogue | 19                 | 27                 | —                  | 45 000             |                   |                |
| « — » indique que l'album n'est pas sorti ou classé dans le pays. |                                            |                    |                    |                    |                    |                   |                |

### Compilations
| Titre                                                             | Détails de l'album                     | Meilleure position | Meilleure position | Ventes  | Certifications |
| Titre                                                             | Détails de l'album                     | WAL                | SUI                | Ventes  | Certifications |
| ----------------------------------------------------------------- | -------------------------------------- | ------------------ | ------------------ | ------- | -------------- |
| Best of                                                           | - Sortie : 4 avril 2005 - Label : Epic | 4                  | 77                 | 115 000 | - France : Or  |
| « — » indique que l'album n'est pas sorti ou classé dans le pays. |                                        |                    |                    |         |                |

### Albums vidéos
| Année | Titre              | Nombre de DVD vendus | Certification             | Type        |
| ----- | ------------------ | -------------------- | ------------------------- | ----------- |
| 2002  | Près de vous       | + 210 000            | DVD de Diamant (2003)     | DVD musical |
| 2003  | Tendrement vôtre   | + 190 000            | DVD de Diamant (2003)     | DVD musical |
| 2003  | Live Tour 2003     | + 325 000            | DVD de Diamant (2003)     | DVD musical |
| 2004  | Week-end Tour 2004 | + 230 000            | DVD de Diamant (2004)     | DVD musical |
| 2005  | Best of            | + 55 000             | DVD Double Platine (2005) | DVD musical |
| 2006  | Live Tour 2006     | + 75 000             | DVD Triple Platine (2006) | DVD musical |

## Chansons

### Singles
|                                         | Titre | Année | Meilleure position | Meilleure position | Meilleure position | Meilleure position | Meilleure position | Certification française                      | Album |
| WAL                                     | Titre | Année | EUR                | FRA                | QUÉ                | SUI                |                    | Certification française                      | Album |
| Baby boum[B]                            | 1999  | —     | —                  | —                  | —                  | —                  |                    |                                              |       |
| Près de moi                             | 2000  | 1     | —                  | 2                  | 9                  | —                  | Platine            | Près de toi                                  |       |
| Je serai (ta meilleure amie)            | 2001  | 5     | 16                 | 5                  | 4                  | 25                 | Or                 | Près de toi                                  |       |
| Toute seule                             | 2002  | 12    | —                  | 8                  | 29                 | 44                 | Argent             | Près de toi                                  |       |
| Dans nos rêves                          | 2002  | —     | —                  | —                  | —                  | —                  |                    | Tendrement                                   |       |
| J'ai besoin d'amour                     | 2002  | 15    | —                  | 7                  | 32                 | 24                 | Or                 | Tendrement                                   |       |
| À 20 ans                                | 2003  | 20    | —                  | 15                 | —                  | 38                 | Argent             | Tendrement                                   |       |
| Sur un air latino                       | 2003  | 1     | 3                  | 1                  | —                  | 8                  | Platine            | Tendrement                                   |       |
| Week-end                                | 2003  | 6     | 5                  | 2                  | —                  | 8                  | Or                 | Attitudes                                    |       |
| La Positive attitude                    | 2004  | 8     | 94                 | 9                  | —                  | 31                 |                    | Attitudes                                    |       |
| Ensorcelée                              | 2004  | 21    | —                  | 13                 | —                  | 28                 | Argent             | Attitudes                                    |       |
| C'est plus fort que moi                 | 2004  | 18    | —                  | 15                 | —                  | 41                 |                    | Attitudes                                    |       |
| Toi et moi                              | 2005  | 9     | 94                 | 7                  | —                  | 29                 | Argent             | Best of                                      |       |
| Rester la même                          | 2005  | 28    | 89                 | 15                 | —                  | 88                 |                    | Rester la même                               |       |
| SOS                                     | 2006  | 24    | 82                 | 13                 | —                  | 84                 |                    | Rester la même                               |       |
| Parti pour zouker (featuring Dadoumike) | 2006  | 12    | 26                 | 5                  | —                  | 67                 | Argent             | Rester la même                               |       |
| Fashion Victim                          | 2006  | 33    | 74                 | 20                 | —                  | —                  |                    | Rester la même                               |       |
| Je vais vite                            | 2007  | 7     | 12                 | 3                  | —                  | —                  |                    | 2lor en moi ?                                |       |
| Lonely (featuring 2AM)                  | 2007  | -     | -                  | -                  | —                  | —                  |                    | 2lor en moi ?                                |       |
| Play                                    | 2008  | —     | 50                 | 12                 | 35                 | —                  |                    | 2lor en moi ?                                |       |
| 1 garçon                                | 2008  | —     | 70                 | 23                 | —                  | —                  |                    | 2lor en moi ?                                |       |
| Dita                                    | 2011  | —     | —                  | —                  | —                  | —                  |                    | Regarde-moi                                  |       |
| Une histoire sans faim                  | 2012  | —     | —                  | —                  | —                  | —                  |                    | Regarde-moi                                  |       |
| Le Coup de soleil                       | 2012  | —     | —                  | —                  | —                  | —                  |                    | Danse                                        |       |
| Les Divas du dancing                    | 2012  | —     | —                  | —                  | —                  | —                  |                    | Danse                                        |       |
| Soleil                                  | 2013  | —     | —                  | —                  | —                  | —                  |                    | Danse                                        |       |
| Gates of the Sun                        | 2015  | —     | —                  | —                  | —                  | —                  |                    | Bande originale du film Les Portes du soleil |       |
| La vie est belle                        | 2017  | —     | —                  | —                  | —                  | —                  |                    | Les Choses de la vie                         |       |
| Bel Été                                 | 2017  | —     | —                  | —                  | —                  | —                  |                    | Les Choses de la vie                         |       |
| Tu te dessines un sourire               | 2018  | —     | —                  | —                  | —                  | —                  |                    | Les Choses de la vie                         |       |
| Sur un air latino (featuring Brö)       | 2023  | -     | -                  | -                  | —                  | -                  |                    | Hyper Lorie                                  |       |
| Play (featuring Bilal Hassani)          | 2023  | -     | -                  | -                  | —                  | -                  |                    | Hyper Lorie                                  |       |
| 20 x 2                                  | 2024  | -     | -                  | -                  | —                  | -                  |                    | -                                            |       |
| I want you Right now                    | 2024  | -     | -                  | -                  | —                  | -                  |                    | -                                            |       |

### Autres chansons
| Titre            | Année | Notes |
| ---------------- | ----- | --- |
| Ne me dis rien   | 2001  | Non sorti en single. Seul le clip a été diffusé pour promouvoir la première tournée Live Tour 2003.                 |
| Oser ses rêves   | 2002  | Bande originale de Cendrillon 2 : Une vie de princesse.                                                             |
| Dans nos rêves   | 2003  | Titre commercial d'Évian au Japon.                                                                                  |
| Où tu n'oses pas | 2007  | Titre évoquant la sodomie, seulement disponible sur la version téléchargeable sur Internet de l'album 2lor en moi ? |

### Reprises
| Année | Titre             | Artiste original | Notes                                                 |
| ----- | ----------------- | ---------------- | ----------------------------------------------------- |
| 2003  | Sans contrefaçon  | Mylène Farmer    | Présent sur la face B de À 20 ans                     |
| 2008  | Fever             | Peggy Lee        | Présent sur la face B de Play                         |
| 2008  | Freed from Desire | Gala             | Interprétation lors de la tournée Le Tour 2Lor        |
| 2008  | Conga             | Gloria Estefan   | Interprétation lors de la tournée Le Tour 2Lor        |
| 2008  | Cuba              | Gibson Brothers  | Interprétation lors de la tournée Le Tour 2Lor        |
| 2008  | Let's Get Loud    | Jennifer Lopez   | Interprétation lors de la tournée Le Tour 2Lor        |
| 2009  | Self Control      | Laura Branigan   |                                                       |
| 2019  | Tandem            | Vanessa Paradis  | Interprétation durant la tournée Des choses à se dire |
| 2019  | Je te promets     | Johnny Hallyday  | Interprétation durant la tournée Des choses à se dire |

### Participations
| Année | Participations |
| ----- | --- |
| 2002  | - Tous dans le même bateau avec Les Enfoirés - Les Démons de minuit avec Roch Voisine (medley) - Ça (c'est vraiment toi) avec Pascal Obispo et Marc Lavoine |
| 2003  | - La Foire aux Enfoirés avec Les Enfoirés - La plus belle pour aller danser (medley) - Fallait pas commencer avec Mimie Mathy (medley) - J'en rêve encore avec David Hallyday et Francis Cabrel - Emmène-moi danser ce soir avec Garou (medley) - Ti amo avec Patrick Fiori (medley) - Pluri((elles)), album de Serge Lama avec la chanson Les poètes - Aux enfants de la Terre avec Les Enfants de la Terre - Le cœur des femmes avec Combat Combo |
| 2004  | - Les Enfoirés dans l'espace avec Les Enfoirés - Marilyn et John (medley) - J'ai tout oublié avec Jean-Louis Aubert, Calogero, Elsa, Jenifer et Julie Zenatti - Donne-moi le temps (medley) - Tomber la chemise avec Jenifer (medley) |
| 2005  | - Le Train des Enfoirés avec Les Enfoirés - Le géant de papier avec Patrick Fiori (medley) - En rouge et noir avec Liane Foly, Jean-Jacques Goldman et Gérard Jugnot - Les tournesols avec Elsa (medley) - Et puis la terre… avec A.S.I.E |
| 2006  | - Le Village des Enfoirés avec Les Enfoirés - Pourvu qu'elles soient douces avec Jenifer, Elsa et Patricia Kaas (medley) - Ma philosophie avec Julie Zenatti, Hélène Ségara, Sandrine Kiberlain, Karen Mulder et Corneille - Un banc, un arbre, une rue avec Jean-Baptiste Maunier (medley) |
| 2007  | - La Caravane des Enfoirés avec Les Enfoirés - Biche ô ma biche avec Pierre Palmade (medley) - J't'emmène au vent avec Chimène Badi, Nolwenn Leroy, Garou et Pierre Palmade - J'veux du soleil avec David Hallyday (medley) - Poupée de cire, poupée de son avec Gérard Darmon (medley) - I Love Rock 'n' Roll avec Lââm, Karen Mulder et Garou - Lonely, 2A.M feat. Lorie |
| 2008  | - Les Secrets des Enfoirés avec Les Enfoirés - Alors regarde (medley) - Toi mon amour avec Karen Mulder, Michèle Laroque, Maxime Le Forestier, MC Solaar et Gérald de Palmas |
| 2009  | - Les Enfoirés font leur cinéma avec Les Enfoirés - Voyage aux pays des vivants avec Tina Arena, Christophe Maé et Gérald De Palmas - Rayon de soleil avec MC Solaar (medley) - Cotton-Eyed Joe avec Renan Luce (medley) - Gentleman Cambrioleur, album de Garou avec la chanson Aimer d'amour - Plus Si Affinités, un clip de Mathilda May |
| 2010  | - Les Enfoirés... la Crise de nerfs avec Les Enfoirés - Fuck You avec Natasha St-Pier (medley) - Aimer jusqu'à l'impossible avec Natasha St-Pier (medley) |
| 2011  | - Dans l'œil des Enfoirés avec Les Enfoirés - Ce soir on vous met le feu avec Alizée, Tina Arena, Amel Bent, Jenifer, Patricia Kaas, Claire Keim, Nolwenn Leroy et Mimie Mathy (medley) - Les p'tites femmes de Pigalle avec Alizée, Tina Arena, Amel Bent, Jenifer, Patricia Kaas, Claire Keim, Nolwenn Leroy et Mimie Mathy (medley) - Viens boire un p'tit coup à la maison avec Alizée, Tina Arena, Amel Bent, Jenifer, Patricia Kaas, Claire Keim, Nolwenn Leroy et Mimie Mathy (medley) - 3e sexe avec Alizée, Tina Arena, Jean-Louis Aubert, Amel Bent, Patrick Bruel, Jean-Jacques Goldman, Grégoire, Jenifer, Patricia Kaas, Claire Keim, Nolwenn Leroy, Christophe Maé, Mimie Mathy, Kad Merad, Pascal Obispo et MC Solaar (medley) - Je vais vite (medley) - Hey oh avec Alizée, Amel Bent, Thomas Dutronc, Patrick Fiori, Grégoire, Jenifer, Claire Keim, Lââm, Michèle Laroque, Nolwenn Leroy, Renan Luce, MC Solaar et Natacha St-Pier (medley) - Je me lâche avec Tina Arena, Lââm, Renan Luce, Jean-Baptiste Maunier et Natacha St-Pier - Il était une fois : En novembre 2011, elle participe à l'album de Thierry Gali Il était une fois, en soutien de l'action de l'Unicef. |
| 2012  | - Le Bal des Enfoirés avec Les Enfoirés - Elle me dit avec Shy'm, Alizée, Maxime Le Forestier, Zazie, Kad Merad, Chimène Badi, Renan Luce, MC Solaar et Hélène Ségara - Laisse tomber les problèmes avec Jenifer (medley) - Je veux te graver dans ma vie avec Patrick Fiori, Pascal Obispo et Claire Keim (medley) - C'est ma prière avec Patrick Fiori et Claire Keim (medley) - La Tarantelle avec Renan Luce, Jean Jacques Goldman, Claire Keim et Jean-Baptiste Maunier (medley) - Je reprends ma route avec Les Voix de l'enfant |
| 2013  | - La Boîte à musique des Enfoirés avec Les Enfoirés - Jeanne avec Nolwenn Leroy, Christophe Maé, Maurane, Matt Pokora et Christophe Willem - J'ai vu avec Michael Jones, Christophe Maé, Mika et Zaz - Gangnam Style avec Amel Bent et Zazie (Medley) - Rien que de l'eau avec Shy'm (Medley) - Il était une fois Noel : En Novembre 2013, elle participe a l'album de Thierry Gali, il etait une fois Noel pour l'Unicef, |
| 2014  | - Bon anniversaire les Enfoirés avec Les Enfoirés - Si tu ne me laisses pas tomber (Gérard Lenorman): Tina Arena, Lorie, Bénabar, Patrick Bruel |
| 2015  | - Sur la route des Enfoirés avec Les Enfoirés - Sur ma route (Black M) : Grégoire, Lorie, Emmanuel Moire, Pascal Obispo - Fever (Little Willie John) : Lorie - Wannabe (Spice Girls) : Amel Bent, Jenifer, Claire Keim, Lorie & Natasha St Pier - L'amour à la machine (Alain Souchon) : Amel Bent, Maxime Le Forestier, Lorie, Jean-Baptiste Maunier, Pascal Obispo, M Pokora, Hélène Segara, MC Solaar & Michaël Youn - J'me tire (Maître Gims) : Corneille, Lorie - Martin et les fées : En 2015, elle participe a l'album contes musical de Martin et les fées au profil de Les Enfants de la Terre,. |
| 2016  | - Au rendez-vous des Enfoirés avec Les Enfoirés - L'Île déserte : Pierre Palmade, M. Pokora, Lorie - La Visite médicale de Jean-Marc : Jeff Panacloc et Jean-Marc, Lorie, M. Pokora, Grégoire, Pascal Obispo, Shy'm |
| 2017  | - Mission Enfoirés avec Les Enfoirés - On écrit sur les murs (Demis Roussos) : Tal, Soprano, Michaël Youn, Claire Keim, Liane Foly, Amir, Grégoire, Lorie, Jeff Panacloc, Bénabar, Jean-Baptiste Maunier - Chaque jour de plus (Michel Fugain) : M. Pokora, Amel Bent, Tal, Soprano, Amir, Lorie, Jenifer, Grégoire - Ma révolution (Jenifer) : Lorie - Le Portrait (Calogero) : Jean-Baptiste Maunier, Nolwenn Leroy, Lorie, Jean-Louis Aubert, Marie-Agnès Gilot - L'Orage (Georges Brassens) : Julien Clerc, David Hallyday, Lorie, Christophe Maé, Bénabar, Sébastien Chabal, Soprano, Zazie, Michaël Joneslot |
| 2018  | - Les Enfoirés 2018 : Musique ! - Roule (Soprano) : Zazie, Michèle Laroque, Claire Keim, Lorie - Chocolat (Lartiste) : Amir, Soprano, Philippe Lacheau, Liane Foly, Lorie, Tal |
| 2019  | - Le Monde des Enfoirés - Mafiosa (Lartiste et Caroliina) : Lorie, Kendji Girac - La Même (Gims et Vianney) : Kendji Girac, Tal, Lorie , Claudio Capéo - Les yeux de la mama (Kendji Girac) : Amir, Thomas Dutronc, Lorie Pester, Jean-Baptiste Maunier - On trace (Vianney) : Soprano, Kendji Girac, Zazie, Patrick Bruel, Nolwenn Leroy, Lorie, Claudio Capéo, Patrick Fiori, Les Enfoirés |
| 2020  | - Et demain le collectif ! En 2020, elle participe au titre "Et demain ?" pour soutenir les soignant pendant ma crise sanitaire pour APHM (Fondation des Hôpitaux). |
| 2021  | - Les Enfoirés « À côté de toi» - J'y vais (Patrick Fiori et Florent Pagny) : Claire Keim, Lorie, Vitaa, Zaz - Femme Like U (K. Maro) : Ary Abittan, Amir, Black M, Slimane, Lorie Nolwenn Leroy, Marie-Agnès Gillot, Amel Bent |
| 2022  | - Un air d'Enfoirés - Dieu m'a donné la foi (Ophélie Winter) : Lorie Pester, Camélia Jordana, Anne Sila, Nolwenn Leroy - Diamonds (Rihanna) : Nolwenn Leroy, Lorie Pester, Zazie - La Seine (Vanessa Paradis et Matthieu Chedid) : Vianney, Camélia Jordana, Bénabar, Lorie - Question de feeling (Richard Cocciante et Fabienne Thibeault) : Bénabar, Isabelle Nanty, Amir, Lorie |
| 2023  | - Enfoirés un jour, toujours - Je l'aime à mourir (Francis Cabrel) : Patrick Fiori, Patrick Bruel, Lorie, Mimie Mathy, Les Enfoirés - Le Banana split (Lio) : Joyce Jonathan, Jenifer, Lorie, Zazie - Libre (Angèle) : Alice Pol, Carla Bruni, Vitaa, Lorie, Sofia Essaïdi - Toutes les machines ont un cœur (Maëlle) : Lorie, Jenifer, Vitaa, Carla Bruni, Mentissa - Des bouts de moi (Jean-Jacques Goldman) : Alice Pol, Anne Sila, Claire Keim, Claudio Capéo, Jean-Louis Aubert, Lorie |
| 2024  | - Je garde le sourire au profil de l'association Laurette Fugain |

## Clips vidéo
| Titre                        | Année | Réalisateur       | Lieu de tournage                        |
| ---------------------------- | ----- | ----------------- | --------------------------------------- |
| Près de moi                  | 2001  | Vincent Egret     | Miami, États-Unis                       |
| Je serai (ta meilleure amie) | 2001  | Vincent Egret     | Mexique                                 |
| Oser ses rêves               | 2002  | NC                | Studio HarrySon, Paris, France          |
| Toute seule                  | 2002  | Vincent Egret     | Studio au Canada                        |
| J'ai besoin d'amour          | 2002  | Vincent Egret     | Parc Astérix, Plailly, France           |
| À 20 ans                     | 2003  | Vincent Egret     | Studio en France                        |
| Sur un air latino            | 2003  | Vincent Egret     | Cuba                                    |
| Ne me dis rien               | 2003  | Gérard Pullicino  | Zénith de Toulouse, Toulouse, France    |
| Week-end                     | 2003  | Vincent Egret     | Tignes, France                          |
| La Positive attitude         | 2004  | Vincent Egret     | Studio en France                        |
| Ensorcelée                   | 2004  | Vincent Egret     | Tahiti                                  |
| C'est plus fort que moi      | 2004  | Gérard Pullicino  | Zénith de Lille, Lille, France          |
| Toi et moi                   | 2005  | Vincent Egret     | Miami, États-Unis                       |
| Rester la même               | 2005  | Karim Ouaret      | Studio en France                        |
| SOS                          | 2006  | Karim Ouaret      | Studio en France                        |
| Parti pour zouker            | 2006  | Karim Ouaret      | Deshaies, Guadeloupe                    |
| Fashion Victim               | 2006  | Stéphane Droyer   | Halle Tony-Garnier, Lyon, France        |
| Je vais vite                 | 2007  | Thierry Vergnes   | Studio en France                        |
| Lonely                       | 2007  | Thierry Vergnes   | Studio en France                        |
| Play                         | 2008  | Thierry Vergnes   | Mix Club, Paris, France                 |
| 1 garçon                     | 2008  | Thierry Vergnes   | Studio en France                        |
| Dita                         | 2011  | Paul Mignot       | Casino de Paris, Paris, France          |
| Le Coup de soleil            | 2012  | Julien Seri       | Paris, France                           |
| Les Divas du dancing         | 2012  | Julien Seri       | Paris, France                           |
| La TamaDance                 | 2014  | Alexandre Saltiel | NC                                      |
| Gates of the Sun             | 2015  | NC                | NC                                      |
| La vie est belle             | 2017  | Benoît Chaslerie  | Theatre de la Tour Effeil Paris, France |
| Bel Été                      | 2017  | Benoît Chaslerie  | Theatre de la Tour Effeil Paris, France |
| Sur un air latino feat. Brö  | 2023  | Sarah Veysseyre   | Paris, France                           |
| 20 ans x2                    | 2024  | Sarah Veysseyre   | NC                                      |
| I Want You Right Now         | 2024  | Sarah Veysseyre   | NC                                      |